# لس آلاموس (کالیفرنیا)

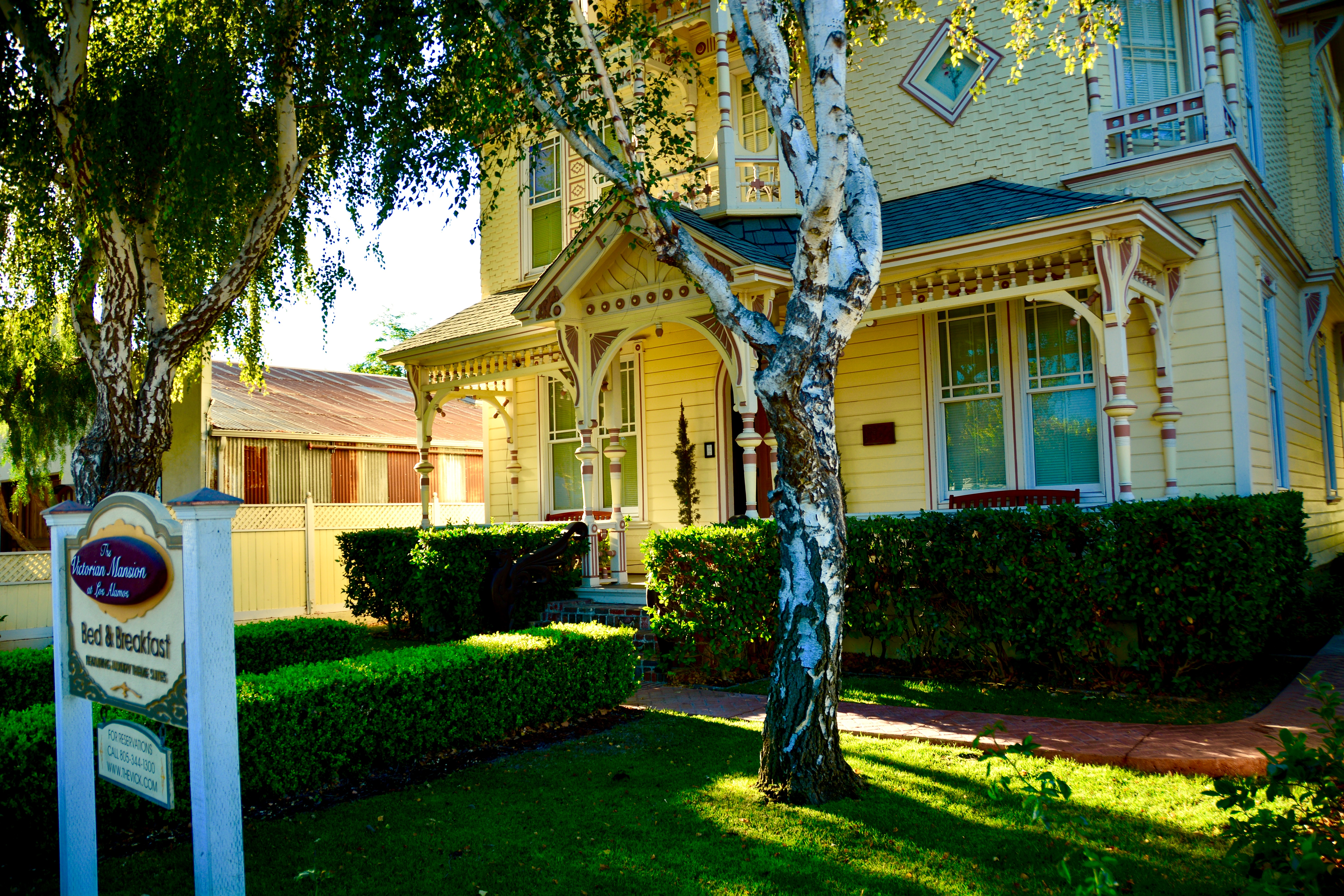
مسافرخانه ویکتوریا B&B, لس آلاموس

لس آلاموس (به انگلیسی: Los Alamos) یک منطقهٔ مسکونی در ایالات متحده آمریکا است که در شهرستان سانتا باربارا، کالیفرنیا واقع شده‌است. لس آلاموس ۱۰٫۰۱۹ کیلومتر مربع مساحت و ۱٬۸۹۰ نفر جمعیت دارد و ۱۷۴ متر بالاتر از سطح دریا واقع شده‌است.

## تاریخچه
در سال ۱۸۳۹، خوزه آنتونیو د لا گوئرا، پسر خوزه د لا گوئرا و نوریگا، کمک هزینه زمین مکزیکی رانچو لوس آلاموس را دریافت کرد. تپه‌های بالای رانچو لوس آلاموس به عنوان مخفیگاه راهزن، سالومون پیکو، که گریزهای او توسط شخصیت «زورو» محبوبیت یافت. در طول صدمین سال تأسیس ایالات متحده در سال ۱۸۷۶، توماس بل به همراه برادرزاده‌اش جان اس بل و جیمز بی شاو (همه از سانفرانسیسکو)، زمین‌هایی را از رانچو لوس آلاموس و همسایه‌اش رانچو لا لاگونا خریداری کردند. هر دو خانواده نیم مایل مربع از هر مزرعه جدید خود را برای ایجاد سایت شهر لوس آلاموس با «خیابان سنتنیال» به عنوان گذرگاه مرکزی اختصاص دادند.
دره لوس آلاموس رونق گرفت و به سرعت رشد کرد و از سال ۱۸۶۱ تا ۱۹۰۱ به‌عنوان یک ایستگاه محبوب برای کالسکه‌ها خدمت کرد. هتل یونیون در سال ۱۸۸۰ برای خدمت به مسافران شبانه افتتاح شد. راه‌آهن ساحلی اقیانوس آرام نیز بین سال‌های ۱۸۸۲ تا ۱۹۴۰ از سن لوئیس اوبیسپو به لوس آلاموس می‌رفت. نفت در میدان اورکات در تپه‌های درهٔ شمالی در سال ۱۹۰۱ و در تپه‌های پوریسیما در درهٔ جنوبی در میدان نفتی لومپوک در سال ۱۹۰۳ کشف شد که باعث رونق اقتصادی بیشتر شد. میله پرچم شهر در خیابان سنتنیال و بل در سال ۱۹۱۸ وقف شد. اتاق بازرگانی از سال ۱۹۲۰ تا ۱۹۳۲ فعال بود و در تشکیل منطقه روشنایی، دریافت خدمات تلفنی، سنگ‌فرش خیابان‌ها و خدمات پستی مؤثر بود. ساکنان امروز همچنان نامه‌های خود را از اداره پست مرکز شهر تحویل می‌گیرند، زیرا هیچ تحویل خیابانی در دسترس نیست.
لس آلاموس، کالیفرنیا، آخرین ایستگاه راه‌آهن ساحلی اقیانوس آرام را در خود جای داده‌است، و اکنون نیز خانه‌های مختلف مزه شراب، رستوران‌های خوب، و فروشگاه‌های عتیقه‌فروشی است.

## جغرافیا
طبق آمار اداره سرشماری ایالات متحده، CDP دارای مساحت کل ۳٫۹ مایل مربع (۱۰ کیلومتر مربع)، ۹۹٫۹۸ درصد آن زمین و ۰٫۰۲ درصد از آن آب است.
لوس آلاموس در نزدیکی دره سانتا ینز در قلب کشور شراب سانتا باربارا، در جاده ۱۰۱ ایالات متحده واقع شده‌است. در حالی که لس آلاموس در یک دره باریک قرار دارد، زمین اطراف آن متشکل از تپه‌های غلتان است.
لوس آلاموس در نزدیکی جاده ۱۰۱ ایالات متحده در حدود ۱۰ مایل (۱۶ کیلومتر) شمال بوئلتون، و ۱۵ مایل (۲۴ کیلومتر) جنوب سانتا ماریا قرار دارد. لس آلاموس تقریباً ۱۴۰ مایل (۲۳۰ کیلومتر) شمال غربی لس آنجلس و ۲۸۱ مایل (۴۵۲ کیلومتر) جنوب سانفرانسیسکو است.
لس آلاموس نسبتاً دورافتاده است. حدود ۱۰ مایل (۱۶ کیلومتر) تا بولتون، کالیفرنیا، و سولوانگ، کالیفرنیا و لوس اولیووس، کالیفرنیا به سمت جنوب شرقی، گوادالوپ، اورکات و سانتا ماریا، کالیفرنیا به سمت شمال غربی در امتداد بزرگراه ۱۰۱، ۱۳۵، جاده واندنبرگ و کابریلو Highway است. لامپوک، کالیفرنیا و پایگاه نیروی هوایی وندنبرگ به ترتیب در غرب و جنوب غربی قرار دارند. مسیر ۱۳۵ ایالت کالیفرنیا جاده اصلی به پایگاه است. میدان نفتی بزرگ Cat Canyon در تپه‌های شمال شرقی، میدان نفتی زاکا در شرق-جنوب شرقی، و میدان نفتی Orcutt در تپه‌های شمال غربی شهر قرار دارد.
نهر سن آنتونیو در مسیر اقیانوس از شهر می‌گذرد.

### اقلیم
این منطقه تابستان‌های گرم (اما نه داغ) و خشک را تجربه می‌کند و میانگین دمای ماهانه بالای ۸۳ درجه فارنهایت (۲۸ درجه سانتی‌گراد) ندارد. بر اساس سیستم طبقه‌بندی آب و هوای کوپن، لوس آلاموس دارای آب و هوای مدیترانه‌ای تابستانی گرم است که در نقشه‌های آب و هوایی به اختصار «Csb» خوانده می‌شود.
| داده‌های اقلیم لوس آلاموس، کالیفرنیا | داده‌های اقلیم لوس آلاموس، کالیفرنیا | داده‌های اقلیم لوس آلاموس، کالیفرنیا | داده‌های اقلیم لوس آلاموس، کالیفرنیا | داده‌های اقلیم لوس آلاموس، کالیفرنیا | داده‌های اقلیم لوس آلاموس، کالیفرنیا | داده‌های اقلیم لوس آلاموس، کالیفرنیا | داده‌های اقلیم لوس آلاموس، کالیفرنیا | داده‌های اقلیم لوس آلاموس، کالیفرنیا | داده‌های اقلیم لوس آلاموس، کالیفرنیا | داده‌های اقلیم لوس آلاموس، کالیفرنیا | داده‌های اقلیم لوس آلاموس، کالیفرنیا | داده‌های اقلیم لوس آلاموس، کالیفرنیا | داده‌های اقلیم لوس آلاموس، کالیفرنیا |
| ماه                                 | ژانویه                              | فوریه                               | مارس                                | آوریل                               | مه                                  | ژوئن                                | ژوئیه                               | اوت                                 | سپتامبر                             | اکتبر                               | نوامبر                              | دسامبر                              | سال                                 |
| ----------------------------------- | ----------------------------------- | ----------------------------------- | ----------------------------------- | ----------------------------------- | ----------------------------------- | ----------------------------------- | ----------------------------------- | ----------------------------------- | ----------------------------------- | ----------------------------------- | ----------------------------------- | ----------------------------------- | ----------------------------------- |
| میانگین بیش‌ترین °C (°F)             | ۶۴ (۱۸)                             | ۶۴ (۱۸)                             | ۶۸ (۲۰)                             | ۷۱ (۲۲)                             | ۷۶ (۲۴)                             | ۷۸ (۲۶)                             | ۸۱ (۲۷)                             | ۸۳ (۲۸)                             | ۸۲ (۲۸)                             | ۷۸ (۲۶)                             | ۷۰ (۲۱)                             | ۶۵ (۱۸)                             | ۷۳ (۲۳)                             |
| میانگین کم‌ترین °C (°F)              | ۳۸ (۳)                              | ۳۹ (۴)                              | ۴۰ (۴)                              | ۴۱ (۵)                              | ۴۶ (۸)                              | ۴۹ (۹)                              | ۵۲ (۱۱)                             | ۵۳ (۱۲)                             | ۵۱ (۱۱)                             | ۴۴ (۷)                              | ۴۱ (۵)                              | ۳۶ (۲)                              | ۴۴ (۷)                              |
| بارندگی میلی‌متر (اینچ)              | ۳٫۲ (۸۰)                            | ۳٫۲ (۸۰)                            | ۲٫۸ (۷۰)                            | ۱٫۲ (۳۰)                            | ۰٫۳ (۱۰)                            | ۰٫۱ (۰)                             | ۰ (۰)                               | ۰ (۰)                               | ۰٫۲ (۱۰)                            | ۰٫۶ (۲۰)                            | ۱٫۴ (۴۰)                            | ۲٫۵ (۶۰)                            | ۱۵٫۵ (۳۹۰)                          |
| منبع: Weatherbase                   |                                     |                                     |                                     |                                     |                                     |                                     |                                     |                                     |                                     |                                     |                                     |                                     |                                     |

## جمعیت‌شناسی

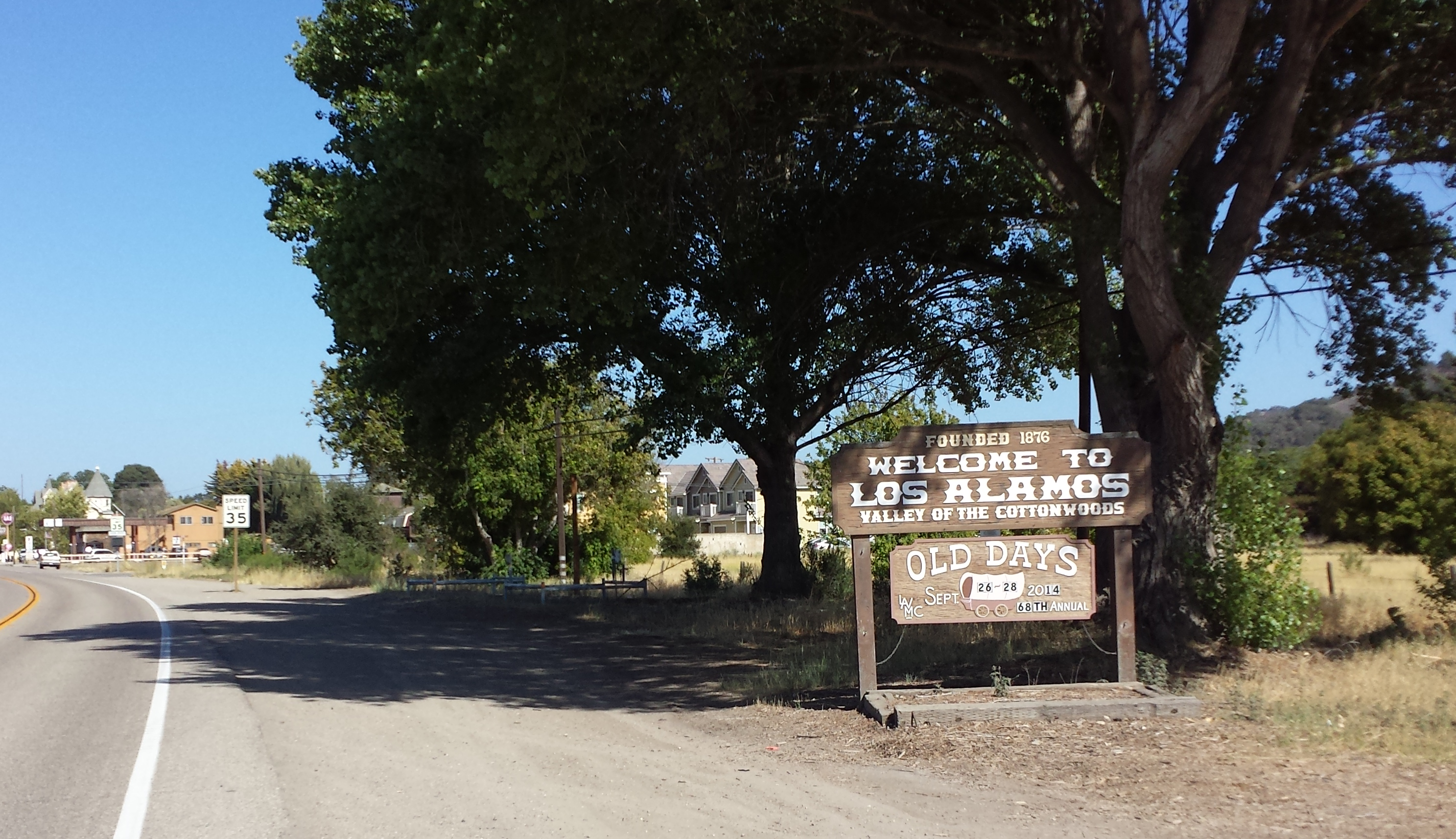
علامت خوش آمدگویی، خیابان بل، لس آلاموس

### ۲۰۱۰
سرشماری ۲۰۱۰ ایالات متحده گزارش داد که لس آلاموس ۱۸۹۰ نفر جمعیت داشت. تراکم جمعیت ۴۸۸٫۶ نفر در هر مایل مربع (۱۸۸٫۶/km2) بود. ترکیب نژادی لوس آلاموس ۱۶۶۷ (۸۸٫۲ درصد) سفید، ۵ (۰٫۳ درصد) آفریقایی آمریکایی، ۱۰ (۰٫۵ درصد) بومی آمریکایی، ۳۲ (۱٫۷ درصد) آسیایی، ۰ (۰٫۰ درصد) جزیره اقیانوس آرام، ۱۳۴ (۷٫۱ درصد) بود. از سایر نژادها، و ۴۲ (۲٫۲ درصد) از دو یا چند نژاد. اسپانیایی یا لاتینی از هر نژاد ۷۷۳ نفر (۴۰٫۹ درصد) بودند.
سرشماری گزارش داد که ۱۸۹۰ نفر (۱۰۰ درصد جمعیت) در خانوارها زندگی می‌کردند، ۰ (۰ درصد) در محله‌های گروهی غیرسازمانی زندگی می‌کردند و ۰ (۰ درصد) نهادی بودند.
تعداد ۶۲۸ خانوار وجود داشت که از این تعداد ۲۴۴ خانوار (۳۸٫۹ درصد) دارای فرزندان زیر ۱۸ سال بودند، ۳۶۹ (۵۸٫۸ درصد) زوج‌های متأهل با جنس مخالف زندگی می‌کردند، ۵۵ خانوار (۸٫۸ درصد) صاحب خانه زن بدون شوهر بودند. در حال حاضر، ۳۷ نفر (۵٫۹ درصد) صاحب خانه مرد بدون حضور همسر داشتند. ۳۰ (۴٫۸ درصد) همجنس‌های متأهل با جنس مخالف، و ۸ (۱٫۳ درصد) همجنس‌های متأهل یا شراکت وجود داشت. ۱۲۴ خانوار (۱۹٫۷ درصد) متشکل از افراد بودند و ۲۸ خانوار (۴٫۵ درصد) فردی را به تنهایی زندگی می‌کردند که ۶۵ سال یا بیشتر داشت. متوسط بعد خانوار ۰۱/۳ بود. ۴۶۱ خانواده (۷۳٫۴ درصد از کل خانوارها) وجود داشت. متوسط بعد خانواده ۳٫۵۲ بود.
جمعیت پراکنده بود، با ۴۹۵ نفر (۲۶٫۲ درصد) زیر ۱۸ سال، ۱۷۳ نفر (۹٫۲ درصد) در سنین ۱۸ تا ۲۴، ۴۵۴ نفر (۲۴٫۰ درصد) در سنین ۲۵ تا ۴۴، ۵۸۹ نفر (۳۱٫۲ درصد) در سنین ۴۵ تا ۶۴ و ۱۷۹ نفر (۹٫۵ درصد) که ۶۵ سال یا بیشتر سن داشتند. میانگین سنی ۳۸٫۲ سال بود. به ازای هر ۱۰۰ زن، ۱۰۰٫۲ مرد وجود داشت. به ازای هر ۱۰۰ زن ۱۸ ساله و بالاتر، ۹۵٫۴ مرد وجود داشت.
۶۸۱ واحد مسکونی با تراکم متوسط ۱۷۶٫۰ در هر مایل مربع (۶۸٫۰/km2) وجود داشت که از این تعداد ۳۸۶ (۶۱٫۵ درصد) مالک و ۲۴۲ (۳۸٫۵ درصد) توسط اجاره نشینان اشغال شده بودند. نرخ خالی صاحب خانه ۱٫۵ درصد بود. نرخ جای خالی اجاره ۶٫۴ درصد بود. ۱۱۴۱ نفر (۶۰٫۴ درصد جمعیت) در واحدهای مسکونی تحت سکونت و ۷۴۹ نفر (۳۹٫۶ درصد) در واحدهای مسکونی استیجاری زندگی می‌کردند.

### ۲۰۰۰
در سرشماری سال ۲۰۰۰، ۱۳۷۲ نفر، ۴۷۱ خانوار و ۳۴۹ خانواده در CDP ساکن بودند. تراکم جمعیت ۵۸۲٫۸ نفر در هر مایل مربع (۲۲۵٫۰/km2) بود. ۴۸۸ واحد مسکونی با تراکم متوسط ۲۰۷٫۳ در هر مایل مربع (۸۰٫۰/km2) وجود داشت. ترکیب نژادی CDP ۷۶٫۹۰ درصد سفیدپوست، ۰٫۲۲ درصد آمریکایی آفریقایی‌تبار، ۱٫۸۲ درصد بومی آمریکایی، ۰٫۷۳ درصد آسیایی، ۰٫۵۱ درصد جزیره‌نشین اقیانوس آرام، ۱۵٫۰۹ درصد از نژادهای دیگر و ۴٫۷۴ درصد از دو یا چند نژاد بود. اسپانیایی یا لاتینی از هر نژادی ۳۴٫۶۹ درصد از جمعیت را تشکیل می‌دادند.
۴۷۱ خانوار بودند که از این تعداد ۴۴٫۲ درصد دارای فرزندان زیر ۱۸ سال بودند، ۵۸٫۰ درصد زوج‌های متأهل بودند که با هم زندگی می‌کردند، ۱۱٫۳ درصد صاحب خانه زن بدون حضور شوهر و ۲۵٫۹ درصد غیرخانواده بودند. ۲۰٫۴ درصد از کل خانواده‌ها را افراد تشکیل می‌دادند و ۶٫۸ درصد افراد ۶۵ سال یا بیشتر را به تنهایی زندگی می‌کردند. متوسط بعد خانوار ۲٫۹۱ و متوسط بعد خانواده ۳٫۳۶ بود.
توزیع سنی زیر ۸ سال ۳۱٫۹ درصد، از ۱۸ تا ۲۴ سال ۷٫۷ درصد، از ۲۵ تا ۴۴ سال ۳۴٫۲ درصد، از ۴۵ تا ۶۴ سال ۱۹٫۳ درصد و افراد ۶۵ سال یا بیشتر ۷٫۰ درصد بوده‌است. میانگین سنی ۳۴ سال بود. به ازای هر ۱۰۰ زن، ۱۰۲٫۷ مرد وجود داشت. به ازای هر ۱۰۰ زن ۱۸ ساله و بالاتر، ۹۶٫۰ مرد وجود داشت.
متوسط درآمد خانوار ۴۷۳۲۱ دلار و متوسط درآمد خانواده ۴۹۱۲۵ دلار بود. درآمد متوسط مردان ۳۲۲۰۶ دلار در مقابل ۳۰۷۱۴ دلار برای زنان بود. درآمد سرانه برای CDP ۱۸۰۱۳ دلار بود. حدود ۱۰٫۳ درصد از خانواده‌ها و ۱۳٫۱ درصد از جمعیت زیر خط فقر بودند، از جمله ۱۸٫۲ درصد از افراد زیر ۱۸ سال و ۲٫۲ درصد از افراد ۶۵ سال یا بیشتر.

## اقتصاد
این شهر کوچک و نامشخص در منطقه ای از مزارع، مزارع نفت، مزارع سبزیجات (کلم بروکلی، کاهو و توت‌فرنگی) و تاکستان‌های انگور شرابی است.
خیابان اصلی لس آلاموس، خیابان بل یا مسیر ۱۳۵ کالیفرنیا است. بسیاری از مشاغل در این منطقه قرار دارند. تعدادی از این غذاخوری‌ها و شراب‌خانه‌ها در تابستان ۲۰۱۲ مجله Edible Santa Barbara به نمایش درآمدند.

## پارک‌ها و تفریحات
مدرسه ابتدایی محلی، مدرسه اولگا رید، در کنار پارک شهرستان لوس آلاموس واقع شده‌است. دومین پارک در لس آلاموس پارک آرتور فرینی است که در کنار بازار لوس آلاموس قرار دارد. بسیاری از مردم محلی در شهر پیاده‌روی یا دوچرخه سواری می‌کنند.

## هنر و فرهنگ
روزهای قدیمی لوس آلاموس جشنی است که هر سال در ماه سپتامبر در خیابان بل برگزار می‌شود. Los Alamos Old Days معمولاً دو روز طول می‌کشد و غرفه‌ها و همچنین رژه ای را ارائه می‌دهد که کشاورزی و تاریخ را در اطراف دره لس آلاموس، دره Cottonwoods جشن می‌گیرد. در زبان اسپانیایی محلی، «álamo» به درختان «فرمونت کتون‌وود» (Populus fremontii) گفته می‌شود که بومی این منطقه هستند. بسیاری از این درختان «چوب‌های پنبه‌ای» در کناره‌های نهر سن آنتونیو رشد کردند.

## در فرهنگ عامه
این شهر در «بازدید…» با قسمت ۱۰۲۲ «هوول هاوسر» به نمایش درآمد.
این شهر، به‌ویژه هتل یونیون، محل فیلم‌برداری موزیک ویدیوی بگو بگو بگو توسط مایکل جکسون و پل مک‌کارتنی بود.